# Brat (álbum)
Brat (estilizado em letras minúsculas) é o sexto álbum de estúdio da cantora inglesa Charli xcx, lançado pela Atlantic Records em 7 de junho de 2024. O álbum conta com a produção do produtor executivo de longa data de Charli, A. G. Cook, além de Easyfun, Cirkut, seu parceiro George Daniel e outros. O som pop do álbum baseia-se tanto na música rave quanto nos lançamentos experimentais anteriores da cantora, e equilibra uma atitude agressiva e ousada com momentos de vulnerabilidade.
Brat recebeu elogios unânimes dos críticos musicais, muitos dos quais elogiaram a vulnerabilidade das letras. O álbum estreou em segundo lugar na parada de álbuns oficiais do  Reino Unido e alcançou o top dez em doze países adicionais, incluindo os Estados Unidos. O álbum foi precedido pelo lançamento de dois singles: "Von Dutch" e "360". Charli descreveu o álbum como agressivo e conflituoso. Em junho de 2024, se consolidou como o álbum mais bem avaliado de 2024 no Metacritic e o 16º álbum mais bem avaliado de todos os tempos. Uma versão deluxe com três faixas adicionais foi lançada em 10 de junho de 2024 sob o título "Brat and it's the same but there's three more songs so it's not". No dia 11 de outubro de 2024, foi lançado o álbum de remixes "Brat and it's completely different but it's also Brat", sendo este seu primeiro álbum de remixes.

## Antecedentes e lançamento
Brat é o sexto álbum de estúdio de Charli xcx e o primeiro após renovar seu contrato com a Atlantic Records no início de 2023. Foi anunciado em 28 de fevereiro de 2024, um dia antes do lançamento do single principal "Von Dutch", que foi lançado em 29 de fevereiro.
Segundo Charli, Brat é seu “registro mais agressivo e conflituoso”, mas também o mais vulnerável. Em 22 de fevereiro, durante seu set no armazém do Boiler Room, ela estreou trechos de faixas identificadas como "Spring Breakers" e "365". Ela foi acompanhada no palco por Addison Rae e Julia Fox; um remix de "Von Dutch" com Rae e AG Cook foi lançado em 22 de março. Em 6 de março, ela estreou "So I" no evento Billboard Women in Music. "Club Classics" e "B2B" foram lançados em 3 de abril como singles promocionais duplo.
Depois de provocar a música por alguns dias, em 29 de abril, Charli anunciou o lançamento do próximo single, "360". Foi lançado em 10 de maio junto com seu videoclipe, que foi provocado mais cedo naquele dia, e foi descrito por ela como "[seu] melhor videoclipe de todos os tempos". O videoclipe apresenta várias "it girls", incluindo Chloë Sevigny e Julia Fox. O remix para "360" foi lançado em 31 de maio e inclui os músicos suecos Robyn e Yung Lean.
Brat foi lançado em 7 de junho de 2024. Uma versão deluxe intitulada Brat and it’s the same but there’s three more songs so it’s not, foi lançada em 10 de junho contendo três músicas originais extras. Em 21 de junho, uma versão remix de "Girl, So Confusing" com a cantora neozelandesa Lorde foi lançada.

## Composição
Brat canaliza a cena rave ilegal de Londres, onde xcx começou a se apresentar "quando [ela] era adolescente". Foi descrito como consistindo em estilos club-pop, hiperpop, electropop, e dance. Como Charli disse a Katie Bain da Billboard, Brat é produzido a partir de uma coleção compacta de sons para criar "este minimalismo único que é muito alto e ousado". Shaad D'Souza do The Face comparou o som do álbum às compilações do Ministry of Sound dos anos 2000, The Annual, e ao álbum Loud de Rihanna de 2010, descrevendo as letras como "obscuras e malcriadas, mas ternas e comoventes".
Charli confirmou que uma faixa do álbum, "Girl, So Confusing", explora seu relacionamento tenso com uma colega artista. Os ouvintes especularam que a faixa era sobre Marina Diamandis, Rina Sawayama ou Lorde; esta última apareceu mais tarde na versão remix da música. "Sympathy is a Knife" alude a outra situação semelhante; especula-se que a música foi escrita sobre seu relacionamento com Taylor Swift, bem como a percepção de Charli sobre seu relacionamento com o vocalista do The 1975, Matty Healy. "Mean Girls", uma música parcialmente inspirada na co-apresentadora do podcast Red Scare, Dasha Nekrasova, e na atriz e cantora Julia Fox, concentra-se no "fascínio por garotas malvadas" da sociedade. The Face descreveu a faixa "So I" como "uma exploração complicada de sua dor sobre [a morte de] Sophie". "Apple" foi escrita com inspiração no estilo de escrita da amiga íntima e colaboradora de Charli xcx, Caroline Polachek.

## Arte da capa
A arte da capa e a embalagem de Brat foram projetadas pelo estúdio Special Offer, Inc., com sede em Nova Iorque. A capa, um quadrado verde-limão de baixa resolução com o título imposto desproporcionalmente, foi recebida com críticas. Em uma entrevista de capa para a Vogue Cingapura, ela disse a Chandreyee Ray que as críticas por que os fãs se sentem "proprietários de artistas femininas" a ponto de exigirem que suas fotografias estejam em todos os seus trabalhos; ela já havia chamado isso de "misógino [sic] e chato" no X (antigo Twitter). Ela explicou ainda a capa do álbum e particularmente a escolha da cor, considerando o verde fortemente saturado na mídia e na moda "ultimamente": "Eu queria usar um tom de verde ofensivo e fora de moda para desencadear a ideia de que algo está errado. Eu gostaria que questionássemos nossas expectativas da cultura pop—por que algumas coisas são consideradas boas, e outras coisas são consideradas ruins? Estou interessada nas narrativas por trás disso e quero provocar as pessoas. Não estou fazendo as coisas para ser legal." Sadie Bell, da People, relacionou a capa do álbum à natureza do álbum, que Charli XCX apelidou de "confronto".

## Recepção critica
| Críticas profissionais | Críticas profissionais |
| Pontuações agregadas   | Pontuações agregadas   |
| Fonte                  | Avaliação              |
| ---------------------- | ---------------------- |
| AnyDecentMusic?        | 8.7/10                 |
| Metacritic             | 95/100                 |
| Avaliações da crítica  |                        |
| Fonte                  | Avaliação              |
| AllMusic               | [ 46 ]                 |
| Exclaim!               | 9/10                   |
| NME                    | [ 48 ]                 |
| Paste                  | 9.0/10                 |
| Pitchfork              | 8.6/10                 |
| Rolling Stone          | [ 32 ]                 |
| Slant Magazine         | [ 51 ]                 |
| The Guardian           | [ 52 ]                 |
| The Independent        | [ 53 ]                 |
| The Line of Best Fit   | 9/10                   |

De acordo com o agregador de críticas Metacritic, Brat recebeu "aclamação universal" com base em uma pontuação média ponderada de 95 em 100 em 23 pontuações da crítica. Em junho de 2024, de todo o catálogo do Metacritic, ele foi classificado como o álbum mais bem avaliado de 2024 e como o 16º álbum mais bem avaliado de todos os tempos O site agregador de resenhas AnyDecentMusic? atendeu 26 avaliações e deu ao álbum uma média de 8,7 em 10, com base na avaliação do consenso crítico. Os críticos elogiaram a vulnerabilidade emocional de Charli XCX e vários declararam Brat como um de seus melhores álbuns, com Laura Snapes do The Guardian chamando-o de "obra-prima".
Sal Cinquemani da Slant Magazine descreveu o álbum como "malcriado e impetuoso", mas "frequentemente vulnerável". Brittany Spanos, da Rolling Stone, escreveu que Brat era uma "montanha-russa hiperpop de retorno pós-Saturno, ansiedades do início dos trinta e bravatas de It-girl". Ben Tipple, da DIY, viu o álbum como uma manifestação das raízes rave da cantora, apelidando-o de "uma representação inconfundível de sua essência; uma ode emocionante às múltiplas facetas da cultura club".
Meaghan Garvey do Pitchfork elogiou o álbum como "substancial em novas maneiras para Charli" e deu-lhe a distinção de Melhor Música Nova. Escrevendo para a Paste, Eric Bennett elogiou o álbum e o descreveu como "confuso e vulnerável... de uma forma que faltou ao trabalho de Charli na última década". Vera Maksymiuk, da Riff Magazine, escreveu que "seja no single contundente e atrevido 'Von Dutch' ou em músicas mais despojadas como 'I think about it all the time'... você pode sentir Sophie cuidando dela, guiando-a e persuadindo-a a sair de sua zona de conforto criativa, como ela fazia na vida". O crítico musical e YouTuber Anthony Fantano deu a Brat uma rara pontuação perfeita.

### Classificações de Fim de Ano
No final de 2024, Brat foi destaque nas listas de várias publicações de alto perfil que classificavam os melhores álbuns do ano. De acordo com o Metacritic, ele teve as melhores avaliações de 2024, e, até outubro de 2024, ocupava a 16ª posição entre os álbuns mais bem avaliados de todos os tempos no site.
| Publicação/crítica   | Lista                               | Posição | Ref.   |
| -------------------- | ----------------------------------- | ------- | ------ |
| Billboard            | Os 50 melhores álbuns de 2024       | 1       | [ 61 ] |
| Consequence          | Os 50 melhores álbuns de 2024       | 1       | [ 62 ] |
| Entertainment Weekly | Os 10 melhores álbuns de 2024       | 1       | [ 63 ] |
| The Guardian         | Os 50 melhores álbuns de 2024       | 1       | [ 64 ] |
| The New York Times   | Jon Pareles Melhores álbuns de 2024 | 1       | [ 65 ] |
| NME                  | Os 50 melhores álbuns de 2024       | 1       | [ 66 ] |
| PopMatters           | Os 80 melhores álbuns de 2024       | 1       | [ 67 ] |
| Rolling Stone        | Os 100 melhores álbuns de 2024      | 1       | [ 68 ] |
| Slant Magazine       | Álbuns do ano 2024                  | 1       | [ 69 ] |
| Stereogum            | Os 50 melhores álbuns de 2024       | 1       | [ 70 ] |
| The Washington Post  | Os melhores álbuns de 2024          | 1       | [ 71 ] |

## Prêmios ou indicações
| Premiação              | Ano  | Categoria                        | Resultado | Ref.   |
| ---------------------- | ---- | -------------------------------- | --------- | ------ |
| Mercury Prize          | 2024 | Álbum do Ano                     | Indicado  | [ 72 ] |
| ARIA Music Awards      | 2024 | Melhor Artista Internacional     | Indicado  | [ 73 ] |
| Danish Music Awards    | 2024 | Álbum Internacional do Ano       | Venceu    | [ 74 ] |
| Billboard Music Awards | 2024 | Melhor Álbum Dance/Eletrônico    | Venceu    | [ 75 ] |
| Grammy Awards          | 2025 | Álbum do Ano                     | Indicado  | [ 76 ] |
| Grammy Awards          | 2025 | Melhor Álbum de Dance/Eletrônico | Venceu    | [ 76 ] |
| Grammy Awards          | 2025 | Melhor Pacote de Gravação        | Venceu    | [ 76 ] |
| Brit Awards            | 2025 | Álbum do Ano                     | Venceu    |        |

| Publicação    | Lista                                                     | Posição | Ref.   |
| ------------- | --------------------------------------------------------- | ------- | ------ |
| Paste         | Os 100 melhores álbuns da década de 2020 até agora (2024) | 15      | [ 77 ] |
| Pitchfork     | Os 100 melhores álbuns da década de 2020 até agora (2024) | 7       | [ 78 ] |
| Rolling Stone | Os 250 melhores álbuns do século 21 até agora             | 35      | [ 79 ] |

## Alinhamento de faixas
Todas as faixas são estilizadas em maiúsculas e minúsculas. Todas as letras foram escritas por Charlotte Aitchison, exceto "Apple", que foi co-escrita por Noonie Bao.
| Brat – Edição padrão |                                 |                                                                              |                                                                             |         |  |
| N.º                  | Título                          | Compositor(es)                                                               | Produtor(es)                                                                | Duração |  |
| 1.                   | "360"                           | Aitchison Alexander Guy Cook Henry Walter Finn Keane Omer Fedi Blake Slatkin | A. G. Cook Cirkut Keane [a]                                                 | 2:13    |  |
| 2.                   | "Club Classics"                 | Aitchison George Daniel                                                      | Daniel Cook [a]                                                             | 2:33    |  |
| 3.                   | "Sympathy Is a Knife"           | Aitchison Keane Jonathan Christopher Shave                                   | Keane Charli XCX                                                            | 2:31    |  |
| 4.                   | "I Might Say Something Stupid"  | Aitchison Mike Lévy                                                          | Gesaffelstein Bart Schoudel [v]                                             | 1:49    |  |
| 5.                   | "Talk Talk"                     | Aitchison Cook Ross Matthew Birchard                                         | Hudson Mohawke Cook [a]                                                     | 2:41    |  |
| 6.                   | "Von Dutch"                     | Aitchison Keane                                                              | Keane                                                                       | 2:44    |  |
| 7.                   | "Everything Is Romantic"        | Aitchison Pablo Diaz-Reixa                                                   | El Guincho Cook XCX Jasper Harris [a] Marlonwiththeglasses [a] Jae Deal [a] | 3:23    |  |
| 8.                   | "Rewind"                        | Aitchison Cook Walter                                                        | Cirkut Cook                                                                 | 2:48    |  |
| 9.                   | "So I"                          | Aitchison Keane Shave                                                        | Shave Cook                                                                  | 3:31    |  |
| 10.                  | "Girl, So Confusing"            | Aitchison Cook                                                               | Cook                                                                        | 2:54    |  |
| 11.                  | "Apple"                         | Aitchison Daniel Linus Wiklund Noonie Bao                                    | Daniel Wiklund Cook XCX                                                     | 2:31    |  |
| 12.                  | "B2B"                           | Aitchison Cook Lévy Fedi                                                     | Gesaffelstein Fedi Cook Schoudel [v]                                        | 2:58    |  |
| 13.                  | "Mean Girls"                    | Aitchison Cook Birchard                                                      | Cook Mohawke                                                                | 3:09    |  |
| 14.                  | "I Think About It All the Time" | Aitchison Cook Keane Shave                                                   | Cook Keane                                                                  | 2:15    |  |
| 15.                  | "365"                           | Aitchison Cook Walter                                                        | Cook Cirkut                                                                 | 3:23    |  |
| Duração total:       | Duração total:                  | Duração total:                                                               | Duração total:                                                              | 41:23   |  |

| Brat and It's the Same But There's Three More Songs So It's Not – Faixas bônus da edição deluxe |                   |                                              |                  |         |  |
| N.º                                                                                             | Título            | Compositor(es)                               | Produtor(es)     | Duração |  |
| 16.                                                                                             | "Hello Goodbye"   | Aitchison Cook                               | Cook             | 3:39    |  |
| 17.                                                                                             | "Guess"           | Aitchison Harrison Patrick Smith Dylan Brady | The Dare         | 2:22    |  |
| 18.                                                                                             | "Spring Breakers" | Aitchison Cook Keane Shave                   | Cook Keane Shave | 2:23    |  |
| Duração total:                                                                                  | Duração total:    | Duração total:                               | Duração total:   | 49:46   |  |

Notas
- ↑[a]  denota um produtor adicional.
- ↑[v]  denota um produtor vocal.
- "Spring Breakers" contém uma amostra de "Everytime" (2003), escrita por Britney Spears e Annet Artani, e interpretada por Spears.[27]

## Créditos e pessoal
| - Charli XCX — vocais, produção executiva, design, layout - Randy Merrill — masterização (faixas 2, 6, 12) - Idania Valencia — masterização (faixas 1–5, 7–18) - Manny Marroquin — mixagem (faixas 1, 8) - Tom Norris — mixagem (faixas 2, 3, 5, 6, 10, 13) - Bart Schoudel — mixagem, engenharia vocal (faixas 4, 12) - Gesaffelstein — mixagem (faixas 4, 12) - Geoff Swan — mixagem (faixas 7, 9, 11, 14–18) - Cirkut — engenharia vocal (faixas 1, 8) | - George Daniel — engenharia vocal (faixas 2, 11) - Jon Shave — engenharia vocal (faixas 3, 9) - Finn Keane — engenharia vocal (faixas 3, 14) - A. G. Cook — engenharia vocal (faixas 5, 7, 10, 13, 14, 16), produção executiva - Ashley Jacobson — gravação vocal (faixa 6) - Hudson Mohawke — engenharia vocal (faixa 13) - Matt Cahill — assistência de mixagem (faixas 7, 9, 11, 14–18) - Special Offer — design, layout - Imogene Strauss — design, layout |

## Desempenho comercial
No Reino Unido, Brat estreou na segunda posição (vendendo 27.234 unidades) na parada de álbuns, atrás de The Tortured Poets Department (2024), de Taylor Swift, rendendo a Charli seu segundo álbum no top dez das paradas e suas maiores vendas na semana de estreia no país.
Nos Estados Unidos, Brat estreou em terceiro lugar na Billboard 200 com 77.000 unidades equivalentes a álbuns vendidas em sua semana de estreia, compreendendo 45.000 vendas puras de álbuns. Com esse feito, tornou-se o álbum de maior sucesso de Charli no país. Também rendeu a Charli suas maiores vendas gerais na primeira semana e sua maior semana de streaming de todos os tempos, com 46,72 milhões de streams.

### Tabelas musicais
| País — Tabela musical (2024)                 | Melhor posição |
| -------------------------------------------- | -------------- |
| Alemanha (Offizielle Top 100)                | 8              |
| Austrália (ARIA Charts)                      | 3              |
| Áustria (Ö3 Austria Top 40)                  | 7              |
| Bélgica (Ultratop (Flandres)                 | 6              |
| Bélgica (Ultratop (Valónia)                  | 6              |
| Canadá (Billboard Canadian Albums)           | 6              |
| Dinamarca (Hitlisten)                        | 12             |
| Escócia (OCC)                                | 2              |
| Espanha (PROMUSICAE)                         | 5              |
| Estados Unidos (Billboard 200)               | 3              |
| Estados Unidos (Top Dance/Electronic Albums) | 1              |
| França (SNEP)                                | 16             |
| Hungria (MAHASZ)                             | 11             |
| Irlanda (OCC)                                | 3              |
| Islândia (Plötutíðindi)                      | 16             |
| Itália (FIMI)                                | 26             |
| Japão (Billboard Japan)                      | 50             |
| Lituânia (AGATA)                             | 20             |
| Noruega (VG-lista)                           | 33             |
| Nova Zelândia (RMNZ)                         | 4              |
| Países Baixos (Album Top 100)                | 4              |
| Polônia (ZPAV)                               | 12             |
| Reino Unido (UK Albums Chart)                | 2              |
| Reino Unido (UK Dance Albums)                | 1              |
| Suécia (Sverigetopplistan)                   | 32             |
| Suíça (Schweizer Hitparade)                  | 10             |

## Histórico de lançamento
| Região | Data                | Formato                                     | Versão | Gravadora | Ref.                   |
| ------ | ------------------- | ------------------------------------------- | ------ | --------- | ---------------------- |
| Várias | 7 de junho de 2024  | Cassete CD download digital streaming vinil | Padrão | Atlantic  | [ 109 ] [ 80 ] [ 110 ] |
| Várias | 10 de junho de 2024 | CD download digital streaming               | Deluxe | Atlantic  | [ 111 ] [ 81 ] [ 112 ] |